# Miroslav Vondráček
Miroslav Vondráček (1924) è stato un cestista cecoslovacco.

## Carriera
Con la Cecoslovacchia ha vinto l'oro ai FIBA EuroBasket 1946 e l'argento ai FIBA EuroBasket 1947.